# 막사 테크놀로지
맥사 테크놀로지스는 미국 콜로라도주 웨스트민스터에 본사를 둔 미국의 우주 기술 회사로, 지리공간 정보, 지구 관측, 궤도 위성 서비스, 위성 제품 및 관련 서비스를 전문으로 한다. 디지털글로브와 MDA 홀딩스 컴퍼니는 2017년 10월 5일에 합병하여 맥사 테크놀로지스가 되었다.
맥사 테크놀로지스는 미국 캘리포니아주 팰로앨토에 본사를 둔 맥사 스페이스 시스템즈와 미국 콜로라도주 웨스트민스터에 본사를 둔 맥사 인텔리전스의 지주회사이다. 2017년부터 2023년까지 토론토 증권거래소와 뉴욕 증권거래소에 MAXR로 이중 상장되었다.
2023년 5월, 맥사는 사모펀드인 어드벤트 인터내셔널에 64억 달러 규모의 전액 현금 거래로 인수되었다.
맥사의 위성 데이터는 러시아의 우크라이나 침공에 대한 방어의 일환으로 우크라이나에서 사용되었다. 2025년 3월, 맥사는 도널드 트럼프 행정부의 압력을 받아 우크라이나의 데이터 접근을 차단했다.

## 역사
맥사 테크놀로지스는 2017년 맥도널드, 데트빌러 앤 어소시에이츠 (MDA)가 디지털글로브를 인수한 후 회사 이름을 맥사로 변경하면서 설립되었다. 합병된 법인의 본사는 콜로라도주 웨스트민스터에 설립되었다. 이 회사는 TSX와 NYSE에 이중 상장되었다.
2018년 3분기, 맥사의 매출과 조정 이익은 정지궤도 통신 위성 제조 부문의 하락으로 인해 예상치를 밑돌았고, 이는 주가 폭락으로 이어졌다. 2019년 1월에는 비교적 신형 위성인 지오아이2를 잃으면서 상황이 더욱 악화되었고, 시가총액은 반년 만에 30억 달러에서 3억 달러로 떨어졌으며, WV-4 총 발사 비용의 5분의 1만 보장되는 보험금으로 인해 회사는 2019년 4월에 부채를 재조정해야 했다.
2019년 5월, 이 회사는 NASA가 개발한 루나 게이트웨이의 전력 및 추진 요소 공급업체로 선정되었다.
2019년 12월 30일, 이 회사는 노던 프라이빗 캐피탈이 이끄는 금융 후원사 컨소시엄에 MDA의 자산을 10억 CAD (7억 6천 5백만 미국 달러)에 매각하기 위한 최종 계약을 체결했다고 발표했다. 이 매각에는 지상국, 레이더 위성 제품, 로봇 공학, 방위 및 위성 부품을 포함한 MDA의 모든 캐나다 사업이 포함되며, 약 1,900명의 직원이 이에 해당된다.
2020년 4월 8일, MDA의 NPC 매각이 공식적으로 완료되었다. 캐나다 MDA 부문의 매각으로 MDA는 별도의 운영 회사로 돌아갔다. 새로 설립된 비공개 캐나다 회사는 MDA Ltd.로 명명되었으며, 이후 토론토 증권거래소에 상장되었다.
2022년, 맥사는 우크라이나 침공 당시 러시아 군용 호송대를 보여주는 여러 위성 이미지를 공개했다.
2023년 9월, 맥사는 두 개의 사업부로 분할되었다: 맥사 스페이스 시스템즈 (캘리포니아 기반, CEO 크리스 존슨)와 맥사 인텔리전스 (콜로라도 기반, CEO 댄 스무트).
2025년 3월 초, 맥사 테크놀로지스는 트럼프 행정부의 요청에 따라 우크라이나의 위성 이미지 접근을 중단했다. 맥사는 러시아 침공에 대한 방어 노력의 일환으로 우크라이나가 사용했던 위성 데이터의 주요 공급자였다. 이 데이터는 러시아 군대의 이동을 추적하고 우크라이나 인프라 손상을 평가하는 데 사용되었다.

### BSI 파트너십 및 파할감 이미지 주문 논란 (2025)
2025년 5월, 맥사 테크놀로지스는 인도 잠무 카슈미르 지역의 파할감 고해상도 위성 이미지 주문이 급증했다는 보도가 나온 후 조사를 받았다. 2025년 2월 2일부터 22일 사이에 최소 12건의 주문이 접수되었는데, 이는 평소의 두 배에 달하는 수치였다. 이러한 급증은 맥사가 파키스탄 지리공간 회사인 비즈니스 시스템즈 인터내셔널 Pvt Ltd (BSI)와 파트너십을 맺은 직후에 발생했다.
BSI는 2021년 파키스탄 핵 연구 기관에 고성능 컴퓨팅 장비와 소프트웨어를 불법적으로 수출한 혐의로 유죄 판결을 받은 파키스탄계 미국인 사업가 오바이드울라 사이드가 소유하고 있다. 이러한 유죄 판결에도 불구하고 BSI는 2023년에 맥사의 파트너로 등재되었다. 위성 이미지 주문에 대한 폭로가 있은 후, 맥사는 웹사이트에서 BSI를 파트너 목록에서 삭제했다.
맥사는 BSI가 2025년에 파할감 또는 그 주변 지역의 이미지 주문을 하지 않았으며, 자사 아카이브에서 그러한 이미지에 접근하지 않았다고 밝혔다. 그러나 이미지 주문 시점과 BSI의 파트너십은 국방 분석가와 전문가들 사이에서 우려를 불러일으켰다.
2025년 5월, 미국 국토안보부가 이전에 BSI가 파키스탄 정부 기관에 위성 이미지를 판매했다고 불평한 사실이 추가로 보도되었다. 이는 해당 회사의 민감한 지리공간 데이터 접근과 맥사 테크놀로지스와의 관계에 대한 추가적인 우려를 제기했다.

### 타임라인
틀:Unsorted list
- 1969: 존 S. 맥도널드와 본 데트빌러가 맥도널드, 데트빌러 앤 어소시에이츠를 설립했다.
- 1993: MDA는 캐나다 리치먼드에 기반을 둔 자체 광학전자 사업부(EOP)를 스위스 사모펀드 회사에 매각했고, 이 회사는 캘리포니아에 기반을 둔 심볼릭 사이언스와 합병했다.
- 1995: MDA는 오비털 사이언스 코퍼레이션에 6천7백만 달러 상당의 주식으로 인수되었다.[27]
- 1996: 군사 고객을 위한 신호 처리 및 소나 기술 공급업체인 Iotek을 미공개 금액으로 인수[28]
- 2000: LandAmerica Financial Group과 합작 투자하여 대출 기관에 부동산 보고서를 제공하는 LandMDA 설립[29]
- 2000/01: Orbital Sciences는 초기 공모를 통해 MDA 주식을 매각; TSX: MDA로 거래
- 2002: 온타리오주 오로라의 Automated Mining Systems를 225,000달러에 인수[30]
- 2002: Dynacs를 310만 달러에 인수, 성과에 따라 추가 680만 달러 지불 조건[31] (현재 텍사스주 휴스턴에 위치한 "MDA US Systems, LLC")
- 2003: 스코틀랜드의 토지 정보 상업 제공업체 Millar & Bryce를 2,132만 달러에 인수, 성과에 따라 176만 달러 지불 조건.[32]
- 2004: Marshall & Swift / Boeckh를 3억 3,780만 달러에 인수, 성과에 따라 1억 490만 달러 지불 조건.[31]
- 2005: 주요 공급업체 및 하청업체인 EMS Technologies Canada (이전 RCA Canada, 이후 SPAR Aerospace의 몬트리올 사업부가 됨) 사업을 890만 달러에 인수[31]
- 2006: 모기지 대출을 위한 고급 의사 결정 시스템 공급업체인 Mindbox를 1,260만 미국 달러에 인수하고 성과에 따라 최대 1,075만 달러를 추가 지불하며 금융 서비스 분야로 확장[31]
- 2006: xit2 Ltd. (영국 옥스포드셔 찰버리 근처), 대출 기관 및 주택 측량사, 기타 아웃소싱 서비스 제공업체를 위한 정보 교환 솔루션 인수[33]
- 2006: Lyttle & Co. (북아일랜드 벨파스트), 부동산 및 관련 검색 정보 인수[34]
- 2007: Alliance Spacesystems, Inc. 인수[35] (현재 미국 캘리포니아주 패서디나에 위치한 "Maxar Space Robotics LLC")
- 2008: MDA는 정보 시스템 및 지리공간 서비스 사업부를 앨리안트 테크시스템즈에 13억 2,500만 달러에 매각한다고 발표했다.[36] 그러나 많은 언론 보도에도 불구하고, 캐나다 연방 정부는 투자 캐나다 법에 따라 이 매각을 거부했다.[37]
- 2008: 캐나다 정부는 2008년 5월 8일 MDA의 ATK 매각을 공식적으로 차단했다[38]
- 2012: 스페이스 시스템즈/로럴을 8억 7,500만 미국 달러에 인수하여 MDA를 세계 최고의 통신 위성 회사 중 하나로 만들었다.[39]
- 2014: 제너럴 다이내믹스의 고급 정보 시스템 사업부의 고급 시스템 사업 라인(이전 ERIM 인터내셔널) 인수.[40]
- 2017: 디지털글로브 인수를 완료, MDA는 이제 맥사 테크놀로지스라는 이름으로 NYSE와 TSX에 이중 상장된다.[3] MDA는 2019년까지 미국 기반의 맥사의 자회사가 된다.[41]
- 2018: 넵텍을 3,200만 달러에 인수한다고 발표.[42]
- 2019: 미국 국내화를 완료하여 모회사의 법인 설립을 캐나다에서 미국 델라웨어로 변경했다.[43]
- 2020: MDA는 노던 프라이빗 캐피탈이 이끄는 캐나다 투자자 컨소시엄에 매각되었다. 이 매각에는 휴스턴에 기반을 둔 MDA US Systems, LLC가 포함된다.[15]
- 2020: Vricon, Inc.를 1억 4천만 달러에 인수 완료. Vricon은 국방 및 정보 시장을 위한 위성 기반 3D 데이터 분야의 세계적인 선두 기업이다.[44]
- 2022: 맥사는 64억 달러 규모의 현금 거래로 어드벤트 인터내셔널이 주도하는 인수를 통해 비상장으로 전환될 예정이다.[5][45] 이 인수는 2023년 5월에 완료되었다.[4]
- 2024: 맥사 인텔리전스는 6대의 고성능 위성으로 구성된 월드뷰 리전(WorldView Legion) 함대를 출시하여 지구상에서 가장 빠르게 변화하는 지역을 재방문하는 능력을 크게 확장하여 거의 실시간에 가까운 통찰력을 제공한다.[46]
- 2025: 맥사는 트럼프 행정부의 요청에 따라 우크라이나의 위성 이미지 접근을 차단했다.
- 2025: 파할감 이미지 주문과 미국 국토안보부가 파키스탄 정부에 위성 데이터를 판매한 혐의로 지목한 파키스탄 회사 BSI와의 이전 파트너십으로 인해 조사를 받았다.[47]

## 같이 보기
- 봄바디어 에어로스페이스
- COM DEV 인터내셔널
- CMC 일렉트로닉스
- 에루-데브텍
- MDA 스페이스 미션즈
- 스파 에어로스페이스
- 바이킹 에어